# Mesame dasi
Mesame dasi (gruz. მესამე დასი, trzecia grupa) – pierwsza gruzińska organizacja marksistowska, utworzona w 1893.
Marksizm zaczął przenikać na ziemie gruzińskie w granicach Imperium Rosyjskiego za sprawą rosyjskich zesłańców politycznych kierowanych przez władze carskie na Kaukaz. Drugą grupą, która propagowała idee socjalistyczne w Gruzji byli studenci gruzińscy wracający do rodzinnych miast po studiach zagranicznych. Pierwszym ugrupowaniem politycznym, które w całości oparło swój program na koncepcjach marksistowskich, była Mesame dasi - Trzecia grupa, utworzona w latach 90. XIX w. Historycy przyjmują, że za datę jej ukonstytuowania się należy uznać rok 1893. Przywódcami grupy byli Silwestri Dżibladze, Filipe Macharadze, Łado Kecchoweli i Josif Dżugaszwili, umiarkowanemu skrzydłu przewodził Noe Żordania. Ugrupowanie działało niezależnie od Socjaldemokratycznej Partii Robotniczej Rosji i nie podlegało jej Związkowi Kaukaskiemu. Nazwa organizacji nawiązywała do starszych inteligenckich ugrupowań politycznych gruzińskich - Pirweli dasi i Meore dasi (odpowiednio: pierwsza i druga grupa), z których pierwsze przedstawiało program ogólnohumanistyczny, drugie zaś - demokratyczno-liberalny.
W Mesame dasi znaleźli się przedstawiciele różnych kierunków politycznych - zarówno socjalistycznych, jak i bardziej umiarkowanych, bliższych liberalizmowi. Organizacja zrzeszała przede wszystkim Gruzinów, utrzymywała natomiast kontakty z socjaldemokratycznymi kołami rosyjskimi na Zakaukaziu. Socjalistyczne idee głoszone przez Mesame dasi znalazł zwolenników przede wszystkim wśród robotników na wschodnim Zakaukaziu, poza terenem etnicznie gruzińskim. Dlatego jego oficjalne pismo, nielegalnie wydawana Walka (Brdzola), której redaktorem naczelnym był Kecchoweli, była publikowana w wielkim ośrodku przemysłowym w Baku.
W 1903 w Mesame dasi doszło do rozłamu. Było to konsekwencją podziału Socjaldemokratycznej Partii Robotniczej Rosji na bolszewików i mienszewików. Na czele bolszewickiej grupy Mesame dasi stanęli Filipe Macharadze i Micha Cchakaja, podczas gdy Noe Żordania, Silwestri Dżibladze i Diomid Topuridze opowiedzieli się po stronie mienszewików. W kolejnych latach to mienszewicy, łączący w swoim programie kwestie społeczne z postulatem autonomii narodowej Gruzji, stali się najpopularniejszą gruzińską partią polityczną.